# یک نغمه تاریک
یک نغمهٔ تاریک (به انگلیسی: A Dark Song) فیلمی مستقل در ژانر وحشت، محصول سال ۲۰۱۶ ایرلند است. نویسنده و کارگردان این فیلم لیام گوین است و کاترین واکر به همراه استیو اورام نقش‌آفرینان اصلی آن هستند.
تصویربرداری یک نغمهٔ تاریک طی ۲۰ روز در حومهٔ برلین انجام شده‌است. این فیلم از سایت متاکریتیک امتیاز ۷۱ (۶ منتقد) را به دست آورده و در راتن تومیتوز امتیاز ۹۲٪ را دریافت کرده‌است.

## خلاصه داستان
زنی به نام سوفیا پس از مرگ پسر ۷ ساله‌اش، در پی برقراری رابطه و صحبت با روح اوست. به این منظور او به شخصی به‌نام جوزف سالمون مراجعه می‌کند. سالمون سعی می‌کند با استفاده از دستورها کتاب آبراملین، فرشته نگهبان سوفیا را احضار کند. برای انجام دستورهای کتاب، سوفیا یک خانهٔ متروک در منطقه‌ای دور از شهر اجاره می‌کند و با سالمون در آن ساکن می‌شوند…